# Andrija (île)
Pour les articles homonymes, voir Andrija.
Ne doit pas être confondu avec Sveti Andrija.
Andrija (en croate : Sveti Andrija, en italien : Scoglio Sant'Andrea) est une petite île située près de Pula, en Croatie.